# 巴喀维达雀
，是雀形目维达雀科的一种鸟类。

## 特征
巴喀维达雀体重约13.1克，翼长约64.8毫米，喙宽度约4.8毫米，喙厚度约6.1毫米，嘴峰长约9.7毫米，跗蹠长约13.5毫米，尾长约37.8毫米。
巴喀维达雀是留鸟，栖息在灌木林，它们是植食性动物，主要以植物的种子或坚果为食。它们分布在几内亚比绍和科特迪瓦东北部、苏丹西南部和东部、南苏丹东北部和埃塞俄比亚西部。